# Pierre Rabot
Pour les articles homonymes, voir Rabot (homonymie).
Pierre Rabot est un skipper français né le 4 août 1864 à Bordeaux et mort le 13 juin 1914 à Paris,.

## Carrière
Pierre Rabot, du cercle de la voile de Paris, participe à la course de classe 6 mètres des Jeux olympiques d'été de 1908 qui se déroulent à Londres.
À bord de Guyoni, il remporte avec Louis Potheau et Henri Arthus la médaille de bronze.